# Internet Explorer 1
Internet Explorer 1 è un web browser grafico rilasciato da Microsoft il 17 agosto 1995. Derivava da Spyglass Enhanced Mosaic, concettualmente modellato sul browser NCSA Mosaic che Microsoft aveva ottenuto in licenza da Spyglass Inc.
La versione 1.0 era disponibile in Microsoft Plus! per Windows 95 e di solito anche nelle versioni OEM di Windows 95. La sua quota di mercato era molto più bassa rispetto a quella di Netscape Navigator.
Ebbe vita breve: nel novembre 1995, solo tre mesi dopo il suo rilascio, venne aggiornato alla versione 2. La versione 1.5 beta fu rilasciata diversi mesi dopo per Windows 3.1 e Windows NT, con il supporto al rendering di base per le tabelle, uno dei primi standard Web.
Oggi, il download di Internet Explorer 1 non è più disponibile da Microsoft.

## Il progetto O'Hare
Lo sviluppo di Internet Explorer 1.0 fu intrapreso nell'agosto del 1994 da un team composto da cinque o sei persone, guidato inizialmente da Thomas Reardon e, a partire da ottobre 1994, da Benjamin W. Slivka, con Hadi Partovi come program manager del gruppo.
Al progetto venne assegnato il nome in codice O'Hare, in riferimento all'Aeroporto O'Hare, il più grande aeroporto di Chicago (il nome di città a sua volta utilizzato come nome in codice di Windows 95): il team si proponeva infatti di sviluppare delle tecnologie per Internet nella speranza che si rivelassero simbolicamente "un punto di partenza verso luoghi distanti da Chicago".

### Le origini del codice: Spyglass Enhanced Mosaic
Microsoft, volendo partecipare al più presto alla guerra dei browser, decise di richiedere la licenza di un browser già esistente anziché crearne uno da zero.
In aprile 1994, Microsoft iniziò a negoziare l'acquisizione della licenza di BookLink, un browser posseduto da CMG Information Services. Microsoft venne però battuta sul tempo da AOL, che lo acquistò a novembre per 30 milioni di dollari.
Verso la fine dell'anno, Microsoft aprì delle trattative con diverse altre società che possedevano browser, inclusa Netscape, la quale in un primo momento rifiutò.
Alla fine, il 16 dicembre 1994 Microsoft ottenne da Spyglass per 2 milioni di dollari la licenza per Spyglass Enhanced Mosaic, che veniva distribuito da Spyglass a molte società che iniziavano allora a sviluppare dei browser. Il contratto stipulato tra Spyglass e Microsoft prevedeva che Spyglass avrebbe dovuto ricevere una tassa di base trimestrale per la licenza di Spyglass Enhanced Mosaic, più una quota derivante dai ricavi di vendita del browser.
L'accordo tra Spyglass e Microsoft precedette di poco la comunicazione, entro la fine di quello stesso anno, della disponibilità da parte di Netscape di accettare la proposta di Microsoft.
NCSA Mosaic fu un browser sviluppato dal National Center for Supercomputing Applications (NCSA) all'Università dell'Illinois. Non essendo tuttavia in grado di fornire un'adeguata assistenza tecnica agli utenti, né di gestire le concessioni in licenza a centinaia di clienti privati o aziendali, nell'agosto 1994 NCSA aveva concesso a Spyglass, in qualità di partner commerciale, tutti i diritti sulle future licenze commerciali di Mosaic e tutte le responsabilità derivanti dal supporto e dalla concessione in licenza di Mosaic.
Spyglass Enhanced Mosaic fu un browser sviluppato indipendentemente da Spyglass. Spyglass Enhanced Mosaic non condivideva codice con NCSA Mosaic, pur ispirandosi concettualmente a quest'ultimo.
Nonostante la finestra relativa ai diritti d'autore, fino alla versione 6 di Internet Explorer, riporti l'indicazione "Basato su NCSA Mosaic", il codice di Internet Explorer 1 proviene in realtà da quello di Spyglass Enhanced Mosaic, escludendo ogni legame a livello di codice con l'allora concorrente Netscape Navigator, derivato da NCSA Mosaic, e con l'attuale concorrente Mozilla Firefox, a sua volta derivato da Netscape Navigator.

### La concorrenza con Netscape Navigator
Quando Microsoft intraprese il progetto di sviluppo di Internet Explorer, Netscape era da poco tempo diventata il leader del settore, con il suo Netscape Navigator rilasciato nell'ottobre del 1994, divenuto rapidamente il browser più utilizzato.
In realtà, poiché Microsoft aveva compreso le potenzialità di Internet molto prima di rilasciare la prima versione di Internet Explorer, l'idea di offrire agli utenti di Windows la possibilità di accedere al Web era stata concepita prima dell'avvento di Netscape Navigator: infatti, Steve Ballmer, l'allora vicepresidente esecutivo, inviò un messaggio di posta elettronica già il 7 dicembre 1993 proponendo questa funzionalità per la successiva versione di Windows, e il primo incontro tra Microsoft e la società che avrebbe permesso ad essa lo sviluppo di Internet Explorer, Spyglass, era avvenuto già nell'aprile del 1994.
La concorrenza con Netscape ebbe comunque il ruolo di accelerare le tappe del percorso che stava portando al rilascio di Internet Explorer.
Il 26 maggio 1995, Bill Gates inviò la comunicazione "Internet Tidal Wave" (letteralmente "Maremoto di Internet") ai dirigenti Microsoft. La comunicazione descriveva Netscape con il loro Netscape Navigator come il "nuovo rivale 'nato' su Internet". La comunicazione delineava il ritardo di Microsoft di comprendere la crescita di Internet, e in esso Gates assegnava "ad Internet tale altissimo livello di importanza" da allora in avanti.
Il giorno dopo, anche Slivka lanciò l'allarme con il suo memorandum "The Web Is the Next Platform", avvertendo che il Web aveva il potenziale per soppiantare Windows.
Il 21 giugno 1995, in una riunione tra un manager di Microsoft, Daniel Rosen, e l'amministratore delegato di Netscape, Jim Barksdale, Microsoft propose a Netscape una divisione del mercato dei browser: Microsoft avrebbe sviluppato un browser per gli utenti di Windows 95, mentre Netscape avrebbe riservato il suo browser, Netscape Navigator, alle piattaforme Windows 3.1, Macintosh e Unix. La proposta venne però rifiutata da Netscape.

## Versioni
Versione di test
| Versione | Versione estesa | Tipo di architettura | Pubblicato il | Nuove funzionalità                                                  | Fornito con     | Supporta                      |
| -------- | --------------- | -------------------- | ------------- | ------------------------------------------------------------------- | --------------- | ----------------------------- |
| 1.0      | 4.40.308        | 32 bit               | 17-08-95      |                                                                     | Microsoft Plus! | Windows 95                    |
| 1.5 beta | 0.1.0.10        | 32 bit               | 17-01-96      | Migliorato il supporto al rendering di base per le tabelle in HTML. |                 | Windows 3.1x, Windows NT 3.51 |
| 1.5 beta | 0.1.0.10        | 32 bit               | 15-02-96      | Migliorato il supporto al rendering di base per le tabelle in HTML. |                 | Windows NT 3.5                |
| 1.6 beta | 1.60.0.10       | 32 bit               | 13-03-96      |                                                                     |                 | Windows 3.1x                  |

1. ↑  Fino a Internet Explorer 4, i numeri di versione di Internet Explorer non corrispondono alle versioni effettive del browser: ciò è dovuto al fatto che Internet Explorer 1 era incluso nel pacchetto Microsoft Plus!, il quale utilizzava il numero di versione di Windows. Così, Internet Explorer 1 era identificato con il numero di versione 4.40, perché Windows 95 era la versione 4 di Microsoft Windows.

### Internet Explorer 1.0
Internet Explorer 1.0 venne pubblicato il 17 agosto 1995, con numero di versione 4.40.308. Il suo motore di rendering si basava su quello di Spyglass Enhanced Mosaic.
Era disponibile, al prezzo di 49,95 $ (circa 81.400 lire), solo come parte dell'Internet Jumpstart Kit in Microsoft Plus! per Windows 95. Non era invece incluso nella prima versione di Windows 95: la versione per la vendita al dettaglio doveva essere pronta prima della versione OEM al fine di far arrivare le copie confezionate nei negozi prima della data di lancio, e inoltre si temeva che il servizio "The Microsoft Network" non potesse gestire un numero troppo eccessivo di richieste di connessione a Internet. Tuttavia, veniva di solito incluso nelle versioni OEM di Windows 95.

#### Funzioni
Tra le sue funzionalità, Internet Explorer 1.0 era in grado di gestire i preferiti e la cronologia, anche se in un modo non ancora pienamente maturo, ed era dotato di una memoria cache per la navigazione off-line delle pagine Web.
Disponeva inoltre del supporto integrato alle connessioni ad accesso remoto e al protocollo TCP/IP, le tecnologie di base per l'accesso ad Internet. La configurazione della connessione ad Internet, che con altri browser richiedeva procedure manuali, era semplificata da una procedura guidata.
Tuttavia, mancavano molte caratteristiche che sarebbero divenute comuni a partire dalla versione 3, tra cui la "e" blu nel logo, l'integrazione in Esplora risorse e i programmi integrati (per esempio Internet Mail and News, NetMeeting, Rubrica di Windows). Inoltre, non supportava delle tecnologie che oggi sono considerate di base per il corretto rendering di una pagina Web, come i Cascading Style Sheets.

### Internet Explorer 1.5 beta

Screenshot di Internet Explorer 1.5 beta per Windows NT 3.5 su Windows 95

Internet Explorer 1.5 beta venne pubblicato, gratuitamente, solo intorno al 17 gennaio 1996, dopo il rilascio di Internet Explorer 2 (novembre 1995).
La compatibilità venne estesa a Windows NT e Windows 3.1, anche se per quest'ultimo, essendo un'applicazione a 32 bit, era richiesta l'installazione delle librerie Win32s.

#### Funzioni
La gestione della cronologia e dei preferiti era leggermente automatizzata rispetto alla versione precedente, mediante delle finestre apposite anziché ricorrere manualmente a Gestione risorse.
Venivano chiamate "helper" le applicazioni esterne a cui si poteva associare un tipo di file. Tra questi, vi era anche RealAudio Player 1.0.1, in grado di riprodurre durante la navigazione i file Real Audio (.ra, .ram), che veniva installato direttamente insieme a Internet Explorer.
Comunque, Internet Explorer 1.5 beta disponeva già del supporto integrato per alcuni tipi di File: documenti HTML (.htm, .html), file di testo (.txt, .c, .h, .ini, .sh), immagini JPEG (.jpeg, .jpg), immagini GIF (.gif), file audio (.au, .snd), e file AIFF (.aiff).
Come browser World Wide Web, introdusse il supporto alle tabelle in HTML. Inoltre supportava i protocolli FTP e Gopher.